# スティックニー (クレーター)

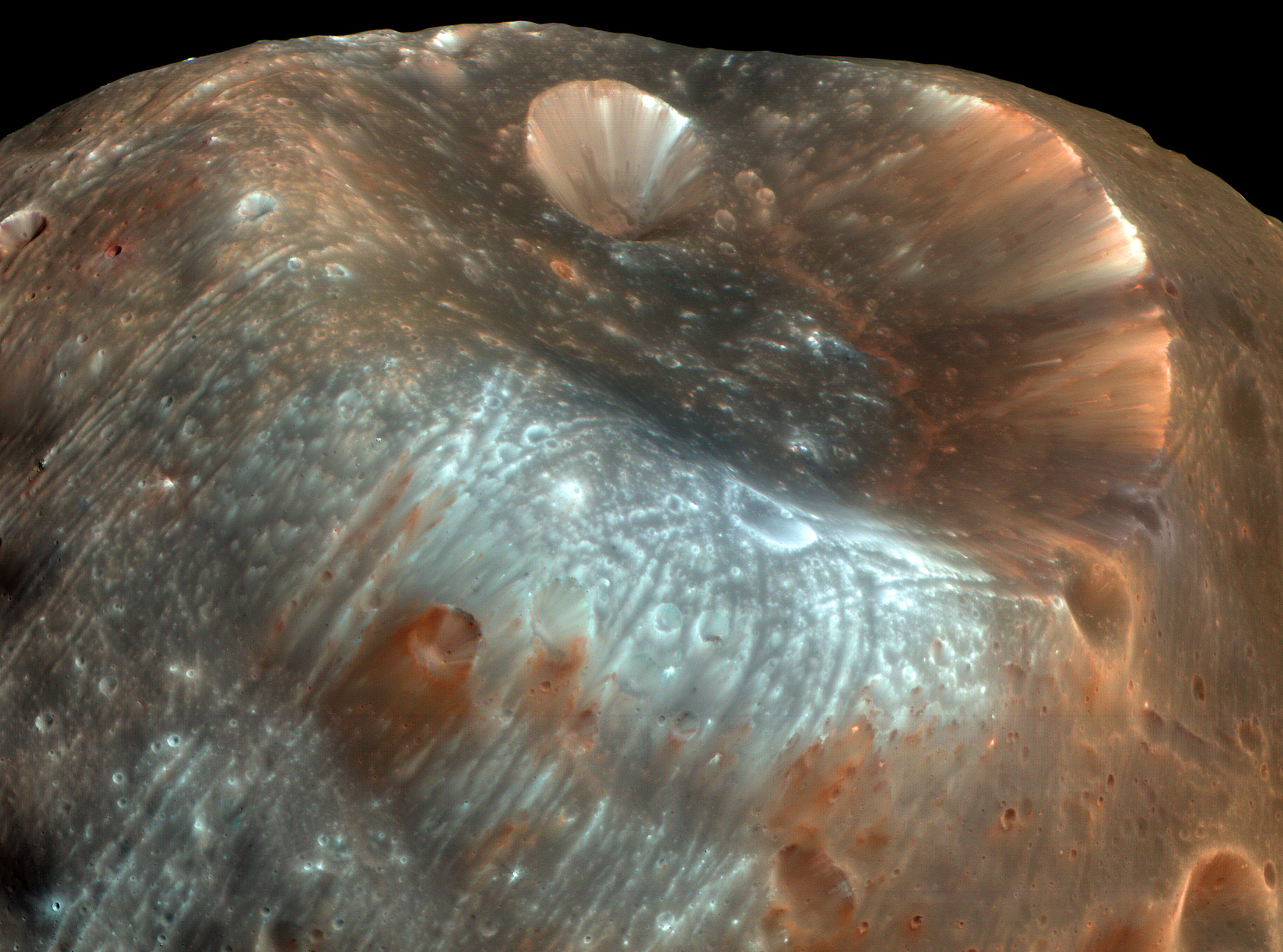
2008年3月23日、MROにより撮影。クレーターの中には更にLimtocというクレーターがある。

スティックニー(Stickney)は火星の衛星であるフォボス最大のクレーターである。直径は約9kmであり、フォボスが直径約22kmであるため、地面の大部分をスティックニーが占めている。火星からならフォボスは太陽面通過が容易に観測できるほど大きいため、スティックニーは肉眼で見ることが出来る。クレーターの壁には線状の肌理があり、地すべりにより起こったと思われている。

## 概要
スティックニーは内部に後の天体衝突によってできたと思われる直径約2kmのクレーターがある。2006年にはガリバー旅行記の登場人物にちなみ、Limtocという名前がつけられた。
クレーターにある溝やクレーターチェーンはスティックニーを中心にして放射状に伸びている。この事実からスティックニーを形成した衝突は元あったフォボスの大部分を破壊したという仮説が出た。しかし、マーズ・エクスプレスの調査ではクレーターチェーンなどはスティックニーとは無関係であることが分かっており、火星と他の天体の衝突で飛び散ったものから偶然近くに形成されたと考えられている。理論モデルによりクレーターチェーンなどが潮汐力により変形したという仮説もある。2018年11月、小惑星の衝突がスティックニーを作り、そのとき噴出した巨石により多くの溝のようなものができたと結論づけられた。

## 名称
このクレーターはフォボスの発見者であるアサフ・ホールの妻、アンジェリン・スティックニーの名前に因む。1878年、アサフ・ホール自身は妻の応援なしでは火星の衛星捜索は諦めていただろうと書き記している。マリナー9号の撮影画像を元に1973年、IAUによって正式に名称が認可された。